# Ludi Triumphales
I Ludi Triumphales (in italiano: Ludi trionfali) erano dei giochi nell'antica Roma celebranti la vittoria di Costantino I su Licinio nella battaglia di Calcedonia.

## Storia
Questi giochi sono attestati nella Cronografo del 354, un calendario illustrato dell'anno 354, secondo il quale i ludi duravano dal 18 al 22 settembre. Il giorno dell'anniversario celebrato era il 18 settembre; normalmente i ludi sarebbero quindi iniziati il 13 settembre in modo da terminare nell'anniversario della vittoria, ma dal 13 al 18 settembre c'erano già i Ludi Romani e per questo motivo i Ludi Triumphales furono spostati al 18.
Il 18 settembre 335 Costantino nominò suo nipote Flavio Dalmazio cesare.